# Mont Saint-Honorat
Le mont Saint-Honorat est un sommet situé dans la chaîne des Alpes, dans le massif du Pelat, dans les Alpes-Maritimes (région Provence-Alpes-Côte d'Azur, France). Son sommet culmine à 2 520 m d'altitude.

## Géographie
Il est situé sur la commune de Daluis, à proximité des gorges de Daluis. Il est prolongé au sud par la crête de Corpatas. Il est relativement isolé. La cime Fourchias (2 500 m) est le seul sommet à proximité.

## Géologie

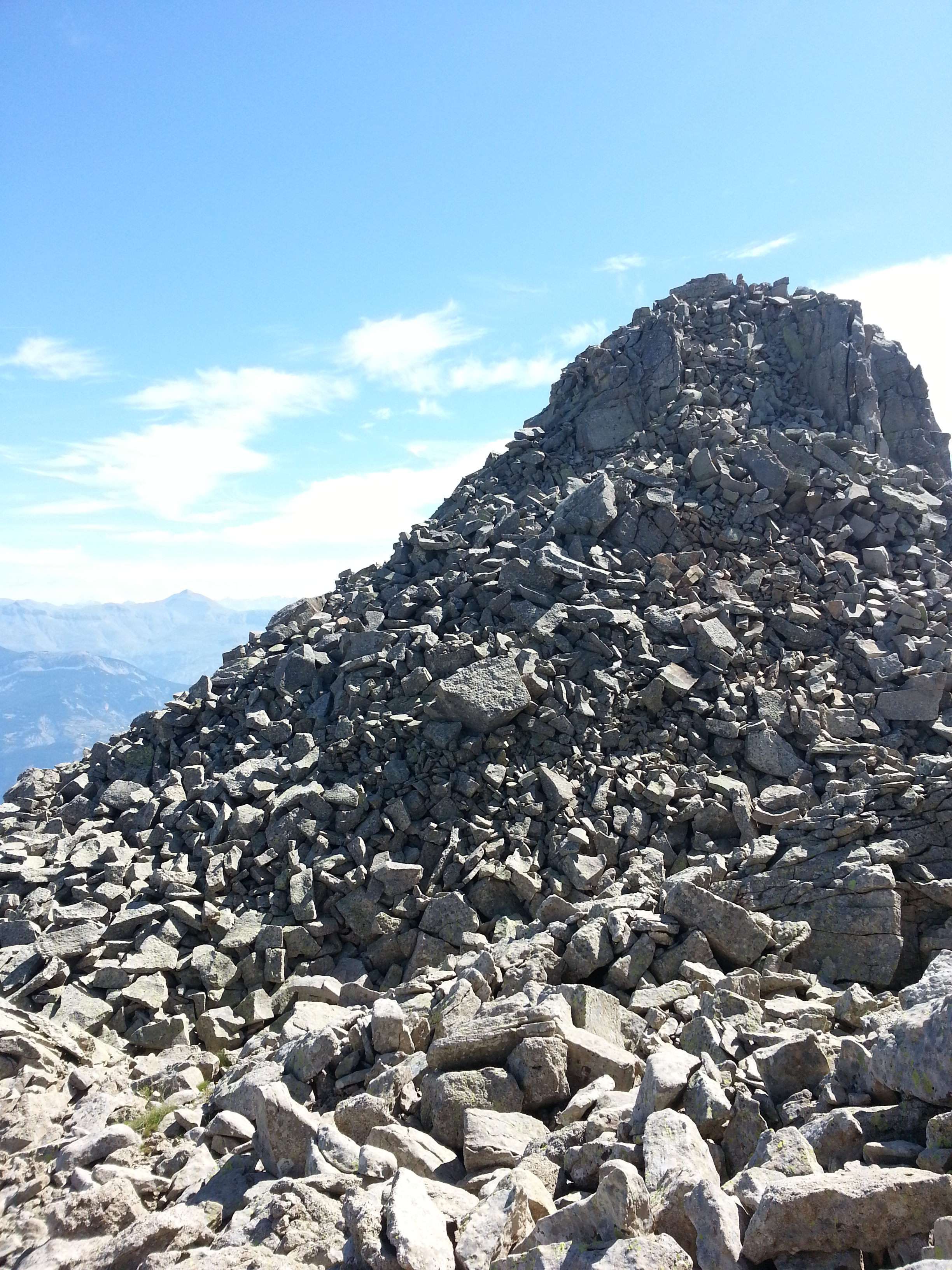
Sommet principal où l'on voit les blocs de grès

Le sommet est composé de blocs de grès d'Annot posés sur des calcaires numulitiques.